# Santaeulàlia (la Molsosa)
Santaeulàlia, Santa Eulàlia o Santaulària és una masia situada al municipi de la Molsosa, a la comarca catalana del Solsonès. Es té referència de la masia des dels segles XIV o XVI.
La casa ha pres el nom de la capella adjunta de Santa Eulàlia i de Sant Sebastià, capella no romànica, restaurada, però que conserva l'orientació medieval. Actualment és una segona residència.
Està situada a 569 m d'altitud, a tocar de la carretera B-300, on en el punt quilomètric 8,5 hi trobem el desviament. Es troba propera a les masies de Puigpelat, Cal Barrusca i els Quadrells (Basomba, cal Sant, cal Peremiquel i cal Closa).

## Descripció
És una masia de planta regular construïda amb materials tradicionals de la zona, però actualment amb la façana arrebossada amb morter. Les obertures han perdut la seva morfologia tradicional amb llindes, brancals i ampits de pedra (amagats sota el morter). La coberta és a dues aigües amb la teula plana també rehabilitada. Algunes de les obertures sí que conserven les dimensions originàries, altres han augmentat. L'estructura interior de la masia és antiga. Es troba adossada a la capella de Santa Eulàlia, i annexada a la capella i la masia trobem un cobert de reduïdes dimensions construït amb materials tradicionals, de pedra i teula àrab vella. Trobem un segon cobert destinat en el seu dia a bestiar i actualment en molt mal estat. Trobem un tercer cobert de construcció més recent de materials moderns com el maó i estructura de formigó, tot i tenir la coberta de teula vella.